# Stopalići
Stopalići (engl. Smallfoot) je američki računalno animirani glazbeni humoristični film iz 2018. godine u produkciji Warner Animation Group, a u distribuciji Warner Bros. Pictures.
Film govori o skupini jetija koji susreću čovjeka, ali svaka od dvije vrste vjerovala je da je druga samo legenda.

## Sinkronizacija

### Glasove posudili
- Migo - Karlo Mrkša
- Miči - Ana Magud
- Percy Patterson - Saša Lozar
- Kamenar - Edo Maajka
- Dodo - Ranko Tihomirović
- Gvangi - Domagoj Janković
- Kolka - Dajana Čuljak
- Flim - Luka Petrušić
- Torp - Marko Juraga
- Brenda - Dubravka Lelas

### Ostali glasovi
- Ivan Đuričić
- Ivan Vukelić
- Ronald Žlabur
- Jelena Miholjević
- Nikola Marjanović
- Dragan Peka
- Vid Begić
- Ivan Čuić
- Petra Vukelić
- Matilda Fatur
- Martina Kapitan Bregović
- Mima Karaula
- Vjekoslav Hudeček
- Marko Jelić
- Želimir Panić
- Dora Jakobović

Detalji
- Sinkronizacija: Duplicato Media d.o.o.
- Prijevod i prilagodba: Davor Slamnig
- Redatelj dijaloga: Luka Rukavina
- Redateljica vokalnih izvedbi: Mima Karaula

## Distribucija
Warner Bros. Pictures je objavio Stopaliće (Smallfoot) u Sjedinjenim Američkim Državama 28. rujna 2018., a u Hrvatskoj 27. rujna 2018.

## Vanjske poveznice
- Službena stranica
- Stopalići u internetskoj bazi filmova IMDb-a